# Ernest de Try
 (février 2016).
- Si vous ne connaissez pas le sujet, laissez ce bandeau (vous pouvez alors contacter les auteurs).
- Si vous supprimez le contenu mis en cause (vous pouvez préalablement contacter les auteurs),

argumentez précisément cette suppression dans la page de discussion
(un manque de référence n'est pas un argument ; une recherche réelle de référence doit avoir été effectuée, être formellement documentée).
 (février 2016).
Pour les articles homonymes, voir Detry.
Ernest de Try (ou Detry) est un journaliste belge, fondateur de journaux et administrateur de sociétés coloniales, né à Bruxelles le 31 mars 1881 et décédé dans la même ville le 9 juin 1960.

## Publications
- Saint Michel et sa bonne ville de Bruxelles. Diorama poétique, Bruxelles, 1935.